# Peter James
Peter James (22 de agosto de 1948) es un escritor británico de novelas policíacas de gran éxito de ventas. Nacido en Brighton, es hijo de Cornelia James, que fue fabricante de guantes para la monarca británica Isabel II.

## Biografía
Comenzó sus estudios en Charterhouse School, tras los cuales se especializó en la academia cinematográfica Ravensbourne Film School. Al mismo tiempo también trabajó, durante un breve período, limpiando la casa de Orson Welles.  Posteriormente, pasó varios años en América trabajando como guionista y productor. Comenzó su trayectoria en Canadá en 1970, trabajando como recadero (gofer) y más adelante pasó a ser guionista para la serie de televisión infantil "Polka Dot Door".

## Curiosidades sobre el autor
A día de hoy, vive a caballo entre su casa de campo cerca de Brighton, Sussex y su apartamento en Notting Hill, Londres. Entre sus múltiples intereses se encuentran la criminología, la ciencia y lo paranormal,  además de su especial afición por la cocina y el vino; de hecho, actualmente Peter James es el crítico culinario de la revista "Absolute Brighton magazine". Asimismo, se declara fanático de los bólidos, pudiendo alardear de haber poseído numerosos de ellos a lo largo de los años, incluyendo cuatro Aston Martins, AMG y Brabus Mercedes, un Bentley Continental GT Speed  y dos Jaguar E-Type clásicos. Además, tiene una licencia internacional de carreras y ha participado dos veces en las competiciones de automovilismo Britcar; tanto en un Honda Accord como en un SEAT Toledo, ganador del Campeonato Británico de Turismos (British Touring Car Championship). En la actualidad, compite en las series: Historic series en un BMW 1800 Ti de 1965 en el que, junto a su copiloto Steve Soper, logró la décima posición en la competición St Mary´s Trophy, en el festival automovilístico The Goodwood Revival, en 2013.

## Obra

### Literatura
Ha escrito 28 novelas, incluyendo la serie de thriller policíacos (crime thriller) de gran éxito de ventas protagonizada por Roy Grace, el detective superintendente de Brighton. Esta reconocida colección a nivel internacional ha vendido 16 millones de copias en todo el mundo y le ha catapultado al número uno en las listas de Alemania, Francia, Rusia, Canadá y ocho veces consecutivas, en el periódico británico "Sunday Times". Además, esta afamada serie de libros también ha sido proclamada "best seller" por el periódico estadounidense "New York Times".  
Sus obras han sido traducidas a 36 idiomas y tanto en Estados Unidos como en Reino Unido son publicadas por la editorial Macmillan Publishers. En 1994 la editorial Penguin Books publicó su primera novela "Host" en dos disquetes (además del formato impreso tradicional) convirtiéndola así en la primera novela electrónica del mundo, copia de la cual se puede encontrar en el Museo de Ciencias. 
Peter James ha escrito "thrillers" sobrenaturales, novelas de espionaje, "thrillers" científicos, una novela infantil y la novela corta "The Perfect Murder", número uno en iBooks durante 15 semanas y 45 semanas en el top 10. La obra ha sido convertida en una pieza teatral por Shaun McKenna y ha resultado ser un éxito de taquilla, realizando un tour por Reino Unido durante 26 semanas en el año 2014. En 2016, la obra volverá a escena protagonizada, en esta ocasión, por Shane Richie y Jessie Wallace.
Por otro lado, la obra "Una muerte sencilla" (www.deadsimpletheplay.co.uk) es la segunda adaptación teatral de uno de sus libros, de nuevo llevada a cabo por Shaun McKenna y cuya gira mundial en 2015 fue protagonizada por Tina Hobley, Jamie Lomas y Rik Makarem.  Esta obra también se encuentra en producción para su adaptación a la televisión y al cine.  Por otro lado, Peter James ha ejercido dos veces consecutivas como presidente de la asociación británica de escritores de novelas policíacas (UK Crime Writers Association) y es vicepresidente de la asociación internacional de escritores de "thrillers" (International Thriller Writers) de Estados Unidos. 
Además, en 2016, Peter James será presidente, responsable de la programación del festival Theakstons Old Peculier Crime Writing Festival como parte del calendario de los festivales Harrogate International Festivals.

### Cinematografía
El escritor Peter James ha participado en 26 películas como productor y guionista. Entre ellas se incluyen: Children Shouldn't Play with Dead Things, "Odisea bajo el mar" (The Neptune Factor), Blue Blood, Malachi's Cove, The Blockhouse protagonizada por Peter Sellers, Spanish Fly protagonizada por Terry-Thomas y Leslie Phillips, "Tercera identidad" (A Different Loyalty) protagonizada por Sharon Stone, "El puente de San Luis Rey" (The Bridge of San Luis Rey) protagonizada por Robert De Niro y "La sentencia" (The Statement) protagonizada por Michael Caine.
En 2005, la película "El mercader de Venecia" (The Merchant of Venice) dirigida por Michael Radford y producida por Peter James, tuvo el honor de ser visionada en exclusiva por Charles, Prince of Wales y además obtuvo una nominación al premio BAFTA Award. Al año siguiente, en 2006, la película fue galardonada con el premio "Silver Ribbon for Best Production Design" del sindicato Italian National Syndicate of Film Journalists.

### Otros proyectos
Peter James es patrocinador de la comunidad samaritana "Brighton & Hove Samaritans", presidente de la comisión "Brighton and Hove Drugs Commission", patrocinador de la agencia de mediación "Brighton and Hove Independent Mediation Service BHIMS", patrocinador de "Relate in Sussex", copatrocinador nacional de "Neighbourhood Watch", copatrocinador (junto con Dame Vera Lynn) de la organización "Sussex Crimestoppers", patrocinador honorario de la asociación "the South Mid Sussex Community First Responders", vicepresidente del museo "The Old Police Cells Museum" en Brighton, patrocinador de The Whitehawk Inn, embajador de la universidad Brighton University, patrocinador de la residencia "Martlets Hospice" y patrocinador de "the World Investigators Network". Además también colabora con "The Sussex Community Foundation", "The Backup Trust for Spinal Injuries", "The Chichester Life Centre", "the White Ribbon Campaign", "the Book Trade Benevolent Society", el colegio Starehe Boys' Centre and School en Kenia y la organización médica "Action Medical Research" (que recibe ayudas por parte de la organización Peter James Golf Classic). Asimismo brinda apoyo y trabaja conjuntamente con "The Reading agency", una organización benéfica que tiene como misión fomentar la igualdad mediante la lectura. 
Peter James y su editorial Macmillan, donaron en 2008 un coche de policía al cuerpo policial de Sussex (Sussex Police) y otro en 2014, cuyos colores cambian cada año para adecuarse a los de la portada de su última novela de la saga del detective Roy Grace.

## Premios y reconocimientos
- 1967 Charterhouse school poetry prize/ Premio de poesía del colegio Charterhouse school
- 1969 Esquire Magazine International College Film Festival, The Island
- 1974 Sitges International Horror Film Festival, Best Foreign Film for Dead of Night
- 1999 Honorary Fellowship, FHS Emeritus award by the Hypnotherapy Society
- 2000 Public Awareness of Science Award, finalista, Alchemist
- 2004 BAFTA nomination for The Merchant of Venice
- 2004 Rose D'Or nomination at the Montreux Television Festival, Bedsitcom
- 2005 Krimi-Blitz, Best Crime Writer of the year in Germany/ Mejor Escritor de Novela Policíaca de Alemania
- 2006 Le Prix Polar International, Comme Une Tombe (French translation of Dead Simple - traducción francesa de "Una muerte sencilla")
- 2007 Le Prix Cœur Noir at the Saint-Quentin-en-Yvelines festival, Comme Une Tombe (French translation of Dead Simple - traducción francesa de "Una muerte sencilla")
- 2007 Richard & Judy Galaxy British Book Awards – Crime Thriller of the Year, nominado, Looking Good Dead ("Muerte prevista")
- 2007 Prix SNCF du Polar, nominado, La Mort Leur Va Si Bien (French translation of Looking Good Dead - traducción francesa de "Muerte prevista")
- 2007 Le Grand Prix de littérature policère, nominado, La Mort Leur Va Si Bien (French translation of Looking Good Dead - traducción francesa de "Muerte prevista")
- 2008 Theakston's Old Peculier Crime Novel of the Year Award, nominado, Not Dead Enough ("Casi muerto")
- 2008 ITV Crime Thriller Author of the Year, nominado, Not Dead Enough ("Casi muerto")
- 2009 Theakston's Old Peculier Crime Novel of the Year Award, shortlisted, Dead Man's Footsteps ("Las huellas del hombre muerto")
- 2009 CWA Dagger in the Library, nominado
- 2009 Honorary Doctorate of Letters at the University of Brighton
- 2010 Sounds of Crime Award, best abridged and unabridged novel, Dead Tomorrow
- 2010 Galaxy British Book Awards – Sainsbury Popular Fiction Book of the Year - nominado - Dead Like You
- 2010 Quick Reads Readers' Favourite Award, The Perfect Murder
- 2011 Sounds of Crime Award, best abridged and unabridged novel, Dead Like You
- 2011 ITV3 Crime Thriller Awards - Ganador - People's Bestseller Dagger for Crime Novel of the Year
- 2011 Barry Award, ganador, Dead Man's Grip ("Las garras de la muerte")
- 2012 Welcome Trust Book Prize, nominado, Perfect People
- 2012 Sussex Police, Outstanding Public Service Award
- 2012 Specsavers National Book Awards, Crime Thriller of the Year, Nominado, Perfect People
- 2013 Argus Outstanding Contribution to Sussex Award
- 2013 Specsavers National Book Awards, Crime Thriller of the Year 2013 – Nominado – Dead Man's Time
- 2014 Sainsbury's eBook of the Year Award - Nominado - Want You Dead
- 2015 WHSmith. The Best Crime Author of all Time - Ganador
- 2015 Dagger in the Library UK Crime Writers' Association award for an author's body of work in British libraries (UK) nominado
- 2015 Dead Good Readers Dr Lecter Award for Scariest Villain - Ganador - You Are Dead